# زنان در فلسفه

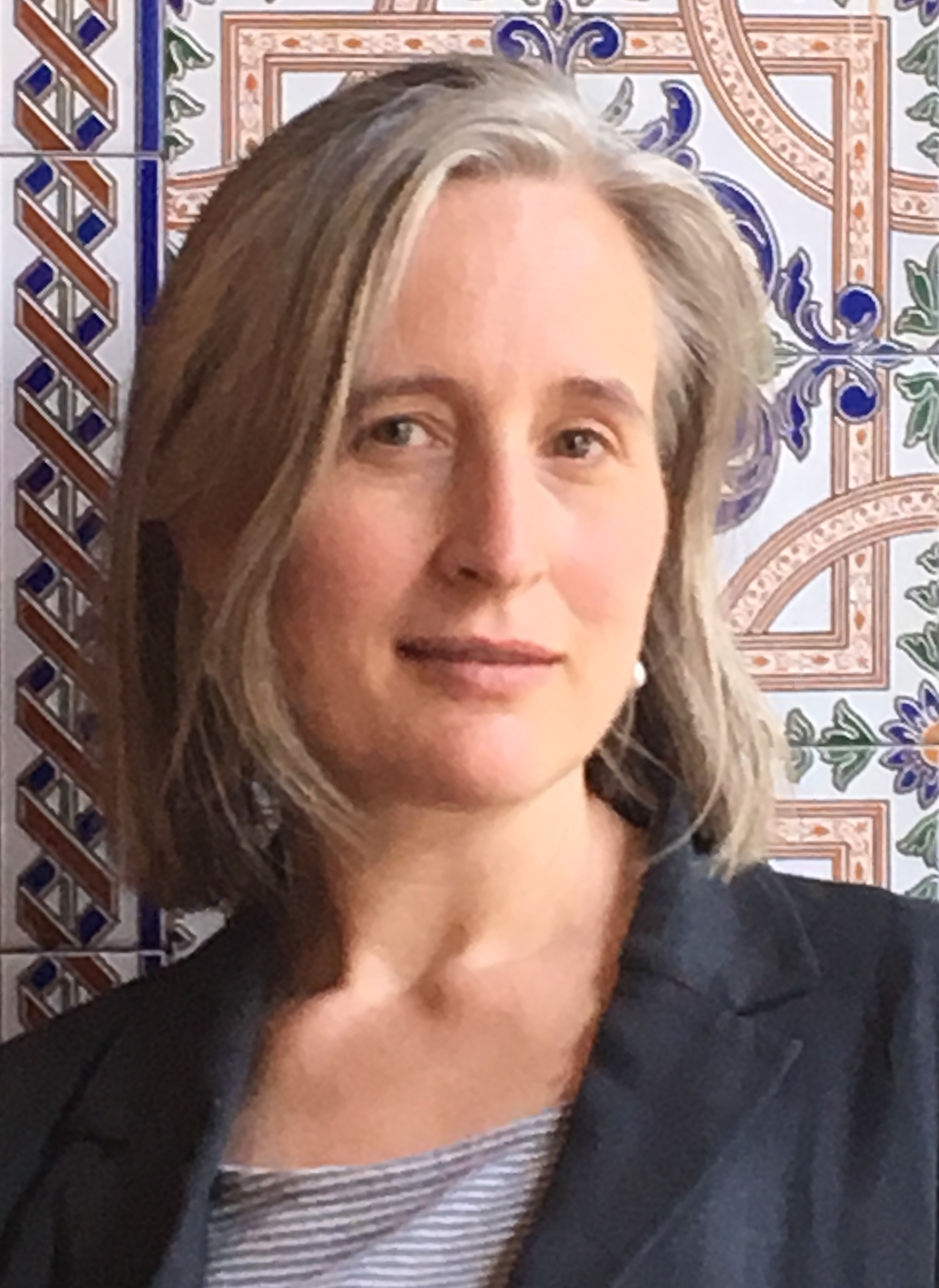
آلیس کری، فیلسوف

اگرچه مردان به‌طور کلی بر گفتمان فلسفی تسلط دارند، اما زنان در طول تاریخ این رشته فیلسوف بوده‌اند. از نمونه‌های فلسفه دوران باستان می‌توان به Maitreyi (۱۰۰۰ قبل از میلاد)، Gargi Vachaknavi (۷۰۰ قبل از میلاد)، هیپارچیا (فعال حدود ۳۲۵ قبل از میلاد) و Arete of Cyrene (فعال قرن‌های ۵ تا ۴ قبل از میلاد) اشاره کرد. برخی از زنان فیلسوف در فلسفه قرون وسطی و مدرن مورد پذیرش قرار گرفتند، اما هیچ‌یک از آنها جزء قوانین غربی نبودند تا قرن ۲۰ و ۲۱، زمانی که برخی منابع نشان دادند که الیزابت انسکوم، سوزان لنگر، هانا آرنت و سیمون دو بووار این قانون شدند.
در اوایل دهه ۱۹۹۰، انجمن فلسفی کانادا ادعا کرد که عدم تعادل جنسیتی و تبعیض جنسیتی در حوزه دانشگاهی فلسفه وجود دارد. در ژوئن ۲۰۱۳، یک استاد جامعه‌شناسی آمریکا اظهار داشت که "از مجموع استنادهای اخیر در چهار مجله معتبر فلسفه، نویسندگان زن فقط ۳٫۶ درصد از کل مطالب را شامل می‌شوند." سردبیران دانشنامه فلسفه استنفورد نگرانی‌هایی را دربارهٔ کمبود نمایندگی زنان فیلسوف مطرح کرده‌اند و آنها از سردبیران و نویسندگان برای اطمینان از بازنمایی مشارکت زنان فیلسوف لازم دارند. طبق نظر اوژن سان پارک، "[p] هیلوسوفی عمدتاً سفیدپوست و عمدتاً مرد است. این همگنی تقریباً در همه جنبه‌ها و در تمام سطوح رشته وجود دارد." سوزان پرایس استدلال می‌کند که "... توسط مردان سفیدپوست - رشته‌ای که … هنوز هم به افسانه ای پی می‌برد که نبوغ به جنسیت گره خورده‌است.» به گفته شاول ،" [p] hilosophy، قدیمی‌ترین علوم انسانی، همچنین مردترین (و سفیدترین) است) در حالیکه سایر حوزه‌های علوم انسانی در برابری جنسیتی قرار دارند یا در نزدیکی آن هستند، فلسفه در واقع اکثراً مردانه حتی از ریاضیات است.»